# 蓋爾亞支
蓋爾亞支（英語： /ɡɔɪˈdɛlɪk/），又称蓋爾語（英語：Gaelic languages；愛爾蘭語：teangacha Gaelacha；苏格兰盖尔语：cànanan Goidhealach；曼島語：çhengaghyn Gaelgagh），是凯尔特语族、海島凱爾特語支下的一個語言分支，與布立吞亞支並列為海島凱爾特語支現存的兩大亞支。
由於蓋爾語保留了原印歐語系語言的子音“k”或“kw”，故亦被稱為“Q 凱爾特語”。與蓋爾語相對的是，布立吞亞支的語言將“k”或“kw”轉化為“p”。

## 語例描述
| 語例： | 高盧語     | 威爾斯語 | 康瓦爾語 | 布列塔尼語 | 愛爾蘭語 | 蘇格蘭蓋爾語 | 曼島語 | 中譯 |
| ------ | ---------- | -------- | -------- | ---------- | -------- | ------------ | ------ | ---- |
|        | pennos     | penn     | pen      | penn       | ceann    | ceann        | kione  | "頭" |
|        | pentuarios | pedwar   | peswar   | pevar      | ceathar  | ceithir      | kiare  | "四" |
|        | pinpetos   | pump     | pymp     | pemp       | cúig     | còig         | queig  | "五" |

註：威爾斯語、布列塔尼語、與康瓦爾語屬於布立吞亞支，愛爾蘭語、蘇格蘭蓋爾語、及曼島語則屬於蓋爾亞支，而高盧語和布立吞亞支語言一樣，亦為一種 P 凱爾特語言。

## 蓋爾亞支
只有三種蓋爾亞支的語言留存到現在，分別是愛爾蘭語（Gaeilge）、蘇格蘭蓋爾語（Gáidhlig）及曼島語（Gaelg）。雪爾塔語有時也被誤歸為蓋爾亞支，但實際上它只是一種大量吸納愛爾蘭語的字彙，句法上仍是以英語為底的黑話。
以同為蓋爾亞支的角度來看，將愛爾蘭語及曼島語稱為愛爾蘭蓋爾語及曼島蓋爾語的作法是正確的，但有時卻顯得累贅，畢竟“愛爾蘭語”和“曼島語”卻未被拿來指稱其他語言，不像“蘇格蘭語”有時會被用來指稱另一種日耳曼語族的語言低地蘇格蘭語。而“蓋爾語”這個詞本身雖然多用來指稱“蘇格蘭蓋爾語”，但同時也可指“愛爾蘭語”、“曼島語”、或泛稱蓋爾亞支的所有語言，有其模糊地帶。
此外“蓋爾語”本身也有些政治意涵的方面要特別注意，例如基於特殊的政治態度或國籍的認同，一些愛爾蘭語的使用者是不喜歡他人單以英語的 Gaelic（“蓋爾語”）稱呼“愛爾蘭語”；類似的情況，蘇格蘭語的使用者也不喜歡被別人以英語的 Erse 稱呼他們的語言，因為 Erse 的中譯雖為“蓋爾語”，但它的本義正是“愛爾蘭語”。

## 譜系
- 蓋爾亞支
  - 原始愛爾蘭語
    - 古愛爾蘭語
      - 中古愛爾蘭語
        - 愛爾蘭語
        - 蘇格蘭蓋爾語
        - 曼島語（馬恩語）
        - Galwegian Gaelic

## 歷史與地理分佈
蓋爾亞支的語言以前只分佈於愛爾蘭，但愛爾蘭的拓荒者和入侵者在6世紀開始，漸漸移民到現今的北英格蘭及蘇格蘭，並逐漸同化了當地布立吞亞支語言的使用者，後來曾遍佈歐洲靠大西洋沿岸，也有證據顯示它們曾遍及現今西班牙的加利西亞地區。
其中的曼島語根源自東北愛爾蘭的蓋爾語及一種現已滅亡，分佈於蘇格蘭蓋勒韋的蓋爾語，因為歷史上維京人的入侵，受到古北歐語的深厚影響。而雪爾塔語是愛爾蘭流浪者所使用的語言，雖然它的字彙大部分根於愛爾蘭語，但仍被歸為獨立的一種行話。
蓋爾亞支的語言曾經有它們自己的獨特文字：歐甘銘文，至少從5世紀被使用到15世紀，特別是刻寫於木頭或石頭上。

## 語言簡介

### 愛爾蘭語
愛爾蘭語和英語同為愛爾蘭的官方語言，在愛爾蘭西部仍有廣大的使用者。法定上定義的愛爾蘭語區為加爾塔克。目前愛爾蘭語仍是當地如科克、多內加爾、梅奧、戈爾韋、凱里等郡的母語，至於沃特福郡和密斯郡的使用人口則較少一點。愛爾蘭語在北愛爾蘭也有部分使用人口，且在1998年貝爾法斯特協議之下已有一定的合法地位。在愛爾蘭共和國約有 260,000 人能夠流利地使用愛爾蘭語，其中接近 80,000 人（主要在加爾塔克）將它作為日常生活的第一母語。在愛爾蘭共和國，約有超過一百萬人對愛爾蘭語有基本認知，使愛爾蘭語成為目前為止最壯大的蓋爾亞支語言。在1840年代的「愛爾蘭大饑荒」之前，愛爾蘭語還是當地最主要的語言，然而飢荒與移民潮使得愛爾蘭語的使用人口大量下降，一直到最近才稍有回復的跡象。

### 蘇格蘭蓋爾語
蘇格蘭西部與北部，還有赫布里底群島的部分人口仍在使用蘇格蘭蓋爾語，但官方認可有限，加上大規模的移民遷出蘇格蘭地區，種種原因都使得此語言的使用人口正在下降。據信現在加拿大新斯科細亞省約有1,000個使用者，而蘇格蘭當地則約有60,000多位使用者。
蘇格蘭蓋爾語原來的使用區域相當大，例如蓋勒韋原本都是屬於蓋爾亞支語言的使用區域，但現在蓋爾語言在當地已經絕跡近兩世紀。此外，包括開斯納斯郡、亞伯丁郡及伯斯郡部分低地範圍的蘇格蘭低地區域，也有使用此語言的人。
在西元12世紀之前，蘇格蘭蓋爾語是整個蘇格蘭地區的主要語言，然而之後使用日耳曼語族的低地蘇格蘭語及英語的移民移入，將蘇格蘭蓋爾語的範圍限制到蘇格蘭高地；一直到15世紀末，蘇格蘭蓋爾語仍被稱為「蘇格蘭語」（英語：Scots；盎格魯語：Scottis），而盎格魯人的語言是盎格魯語。然而在16世紀初期，蘇格蘭蓋爾語卻變成盎格魯人口中的「愛爾蘭語」（低地蘇格蘭語/盎格魯語：Erse），反而「蘇格蘭語」成為了盎格魯人的語言的新名字。之後隨著1746年卡洛登戰役接踵而來，由英格蘭君主對高地蘇格蘭人發起的文化鎮壓手段，更導致此語言使用人口的大量減少。不過現今已經有愈來愈多人開始學習蘇格蘭蓋爾語，蘇格蘭議會也賦予此語言與英語等同的地位，為蘇格蘭蓋爾語的保存與復興帶來一線契機。

### 曼島語
雖然人們仍嘗試復興曼島語，一些節慶如曼島議會節（Tynwald Day）也會使用曼島語，但這種語言在實質上仍已算滅亡。雖然現今仍有約估不超過2,000位曼島人會使用這種蓋爾語，但一般相信，最後一位以曼島語為母語的居民 Ned Maddrell 已經於1974年過世。
雖然是和愛爾蘭語與蘇格蘭蓋爾語相近的蓋爾亞支語言，但幾世紀之前伴隨維京人入侵而來的古北歐語，對曼島語也有深厚的影響。

## 其他凱爾特語言
所有其他現存的凱爾特語言都屬於布立吞亞支的語言，包括威爾斯語（Cymraeg）、布列塔尼語（Brezhoneg）及康瓦爾語（Kernowek）。

## 另見
- 凱爾特語族
- 布立吞亞支

## 外部連結
- Ethnologue 蓋爾亞支語言的檔案 （页面存档备份，存于）
- Vicipéid - 愛爾蘭語的維基百科 （页面存档备份，存于）
- Wikipedia - 蘇格蘭蓋爾語的維基百科 （页面存档备份，存于）
- Wikipedia - 曼島語的維基百科 （页面存档备份，存于）

1. ↑  Hammarström, Harald; Forkel, Robert; Haspelmath, Martin; Bank, Sebastian (编). . . Jena: Max Planck Institute for the Science of Human History. 2016.
2. ↑  Borsley, Robert D.; Roberts, Ian G. . Cambridge, Eng: Cambridge University Press. 1996: 2. ISBN 978-0-521-48160-1.